# Luís Filipe de Castro
Luís Filipe Folque de Castro (Lisboa, 7 de julho de 1868 — Lisboa, 23 de agosto de 1928), o 2.º Conde de Nova Goa, foi um agrónomo e professor de Agronomia, ligado ao Partido Regenerador que, entre outras funções, foi Ministro das Obras Públicas, Comércio e Indústria nos governos de Artur Campos Henriques, de 26 de Dezembro de 1908 a 11 de Abril de 1909, e de Sebastião Teles, entre 11 de Abril e 14 de Maio de 1909. Foi um dos propagandista do crédito agrícola durante a Primeira República Portuguesa, tendo colaborado com Brito Camacho, ao tempo Ministro do Fomento, em matérias agrícolas.